# Rydzewo (jezioro)
Rydzewo (niem. Rützower See) – jezioro rynnowe w Polsce, położone w województwie zachodniopomorskim, w powiecie drawskim, w gminie Drawsko Pomorskie.
Akwen leży na Pojezierzu Drawskim, pomiędzy zabudowaniami miejscowości Rydzewo.